# Smallanthus
Smallanthus es un género de plantas herbáceas perteneciente a la familia Asteraceae. Es originario del continente americano. Algunas se cultivan a nivel local, tales como Smallanthus sonchifolius, en la  que los tubérculos son comestibles. Comprende 53 especies descritas y de estas, solo 20 aceptadas.

## Taxonomía
El género fue descrito por Kenneth Kent Mackenzie y publicado en Manual of the Southeastern Flora 1406, 1509. 1933.
Etimología
Smallanthus: nombre genérico que fue otorgado en honor del botánico estadounidense John Kunkel Small (1869-1938) más el sufijo anthus = "flor".

## Especies aceptadas
A continuación se brinda un listado de las especies del género Smallanthus aceptadas hasta julio de 2012, ordenadas alfabéticamente. Para cada una se indica el nombre binomial seguido del autor, abreviado según las convenciones y usos.
- Smallanthus araucariophilus Mondin
- Smallanthus connatus (Spreng.) H.Rob.
- Smallanthus fruticosus (Benth.) H.Rob.
- Smallanthus glabratus (DC.) H.Rob.
- Smallanthus jelskii (Hieron.) H.Rob.
- Smallanthus lundellii H.Rob.
- Smallanthus macroscyphus (Baker ex Baker) A.Grau
- Smallanthus maculatus (Cav.) H.Rob.
- Smallanthus macvaughii (J.R.Wells) H.Rob.
- Smallanthus meridensis (Steyerm.) H.Rob.
- Smallanthus microcephalus (Hieron.) H.Rob.
- Smallanthus oaxacanus (Sch.Bip. ex Klatt) H.Rob.
- Smallanthus obscurus B.L.Turner
- Smallanthus parviceps (S.F.Blake) H.Rob.
- Smallanthus pyramidalis (Triana) H.Rob.
- Smallanthus riograndensis Mondin
- Smallanthus riparius (Kunth) H.Rob.
- Smallanthus siegesbeckius (DC.) H.Rob.
- Smallanthus sonchifolius (Poepp.) H.Rob.
- Smallanthus uvedalia (L.) Mack.[1]